# Radio BRW
Radio BRW 101,1 FM – lokalna stacja radiowa z Dolnego Śląska, nadająca w latach 1995-2005. Jej siedziba mieściła się najpierw w Szczawnie-Zdroju a potem w Wałbrzychu.
Stacja powstała w 1995 roku z koncesją regionalną jako Dolnośląskie Radio BRW (moc docelowa 5 kW) i początkowo mieściła się w Hotelu Skarbek (nadajnik 1,5 kW na Chełmcu). Jej nazwa była akronimem inicjałów pierwszych udziałowców i założycieli spółki, Bolesława Wypycha i Ryszarda Wutzke. Późniejszymi udziałowcami byli: Bronisław Domka i Leszek Stafiej, dzięki którym głównym udziałowcem i energicznym inwestorem spółki została wkrótce warszawska firma leasingowa CTL. Od początku współpracowali z rozgłośnią Dariusz Domagała, później wieloletni prezes rozgłośni, redaktor naczelny Maciej Czajka. W okresie rozkwitu współpracowali z rozgłośnią BRW także Maria Zielińska, Bogna Wilman, Kinga Nyga(newsroom), Marek Starybrat, Maciej Karpiński, Grzegorz Ossowski, Krzysztof Chwaliński.
Przez długi czas Radio BRW było jedyną prywatną regionalną stacją radiową Dolnego Śląska i jedyną lokalną stacją radiową dla Wałbrzycha (po zamilknięciu Twojego Radia). Swym zasięgiem (do 150 km) BRW obejmowało nie tylko miasto Wałbrzych, ale także Wrocław, Świebodzice, Świdnicę i Legnicę. Rozgłośnia słyszalna była w dużej części woj. dolnośląskiego i sięgała aż po obrzeża Poznania i Kalisza.
Radio BRW było muzyczno-informacyjnym radiem środka (mainstream). Jego deklaracja pozycjonowania brzmiała: Radio BRW to pozytywistyczne radio środka, które pobudza twórczo mieszkańców regionu.
Prowadziło bogaty serwis regionalny, miało licznych korespondentów w regionie. Potem korzystało z serwisów BBC. Wprowadziło na antenę wiele audycji, które stały się wkrótce popularne w regionie, jak Remiza (Czwojdziński), Bitomania (Trynkiewicz, Karpowicz) program w którym celebrowano nadejście każdego weekendu najlepszym miksem muzyki klubowej. Strefa Bitu – program, w którym prezentowana była Xlista, czyli dwadzieścia gorących klubowych utworów oraz pięć propozycji, Czadowe Ciastko, Auto-ruletka, Akcja – magazyn filmowy, Radiowy Teatralny Inspektorat Bardzo Kulturalny, Hip Hop, Swingofon, Ogień i woda (Maciej Karpiński i Aneta Wrona), a także rozmowy i wywiady. Populistka (Jacek Trynkiewicz) codzienna lista przebojów
W późniejszym okresie Radio miało siedzibę w Wałbrzychu przy ul. Broniewskiego 65B. Można go było słuchać w Dzierżoniowie, Wrocławiu, Legnicy czy Jeleniej Górze. Na antenie Radia BRW pojawiały się nadal serwisy lokalne i audycje lokalnych, ale przede wszystkim dużo muzyki.
Po dziesięciu latach istnienia, w związku z przekształceniami własnościowymi (Spółka Y-Media, RMF FM) w roku 2005 radio regionalne przestało istnieć. Zastąpiło je radio RMF MAXXX z Krakowa, które posiada w Wałbrzychu swój oddział. Kilka osób z załogi Radia BRW otrzymało propozycję pracy w radiu RMF MAXX, w którym pracują do dziś: Krzysztof Chwaliński, Kinga Nyga, Bartłomiej Paulus.
Aktualnie na falach 101,1FM stacja jest nadawana dla mieszkańców Wałbrzycha i Wrocławia - zasięg rzeczywisty jest jednak znacznie szerszy. Dodatkowo tę samą transmisję usłyszymy na innej częstotliwości w Kotlinie Kłodzkiej. Stacja zaprasza na serwisy informacyjne o każdej pełnej godzinie od 09.00, wcześniej o 7.00 i 8.00 - prezentowane są informacje ze świata i Polski na żywo z Krakowa. Diametralnie zmienił się profil muzyczny – grana jest tylko nowsza muzyka, podczas gdy BRW grało również starsze przeboje, przeznaczone dla szerszego spektrum słuchaczy. Radio żegnało się ze słuchaczami długo i powoli, a 10 listopada 2005 roku, Radio BRW przeszło do historii.